# Oskar von Bülow

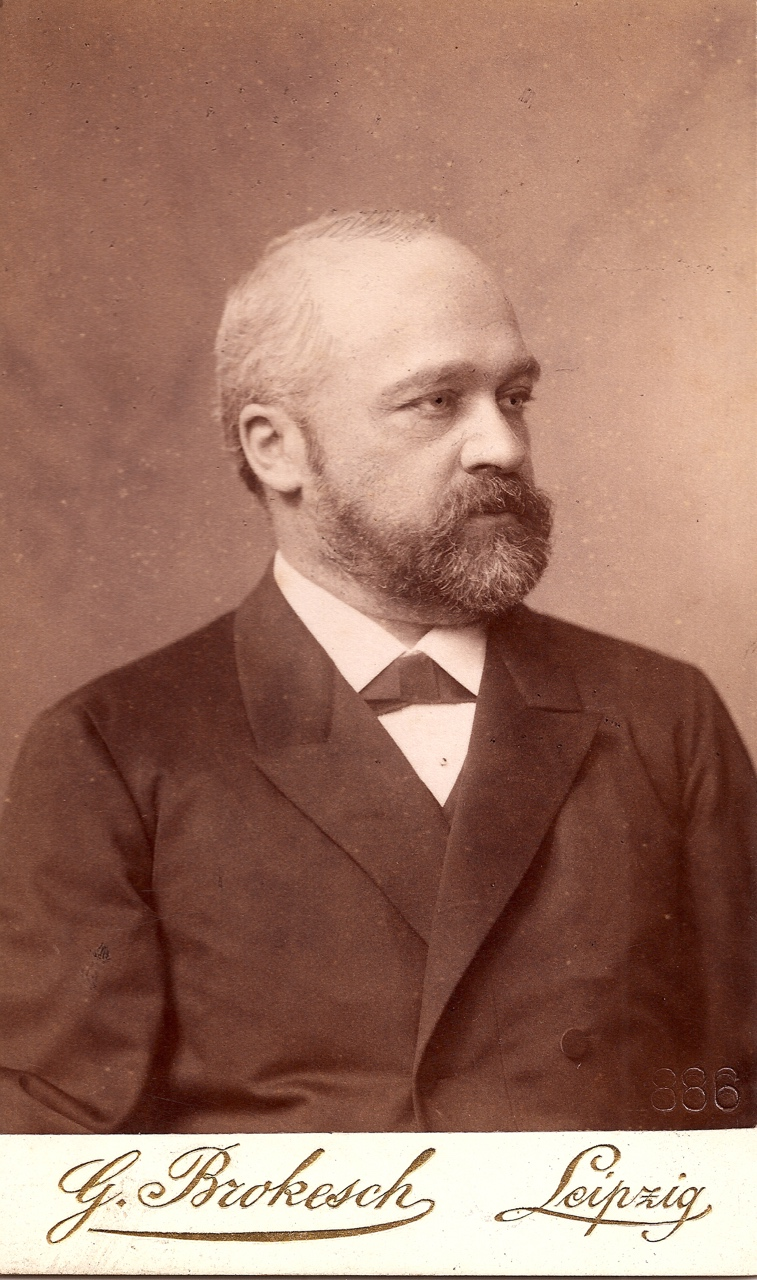
Oskar von Bülow, Foto Georg Brokesch Leipzig 1886

Porträt Johann David Bülow, Apotheker und Stadtrat in Breslau, Foto um 1860

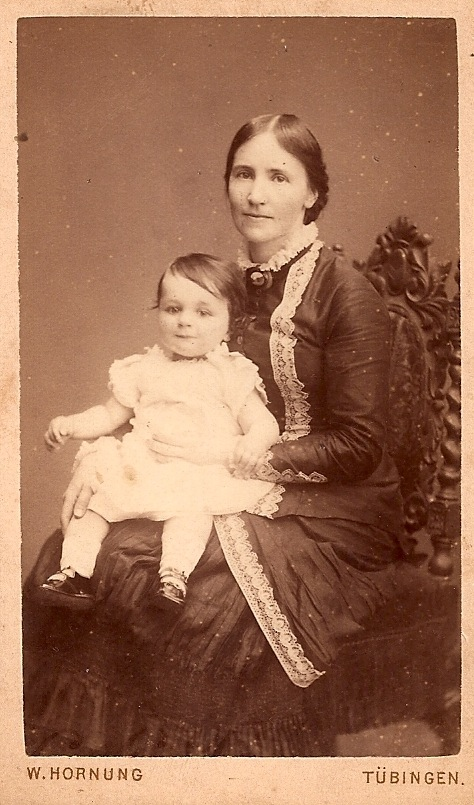
Porträt Sophie Bülow geb. Haug mit Sohn Friedrich, Originalfotografie aus dem Jahr 1882 aufgenommen von Wilhelm Hornung Kabinettformat

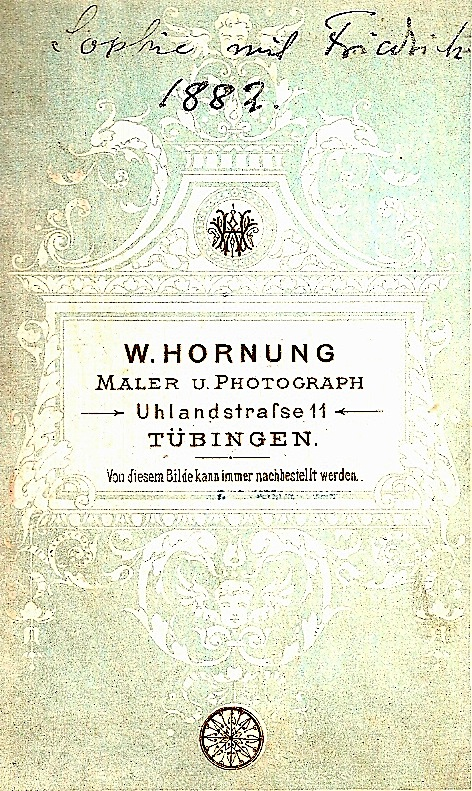
Porträt Sophie Bülow mit Sohn Friedrich, Rückseite Originalfotografie Sophie Bülow mit Sohn aufgenommen von Wilhelm Hornung aus dem Jahr 1882, die Originalaufnahme der Rückseite ist
mit einem handschriftlichen Vermerk ihres Gatten versehen

Oskar Robert Arthur Bülow, ab 1877 von Bülow, (* 11. September 1837 in Breslau; † 19. November 1907 in Heidelberg) war ein deutscher Rechtswissenschaftler. Als Forscher und Hochschullehrer zählt er zu den bedeutenden Vertretern des Richterrechts und des Zivilprozessrechts.

## Familie
Oskar von Bülow war der Sohn des Apothekers und Stadtrates Johann David Bülow (* 1. Januar 1794 in Breslau; † 13. Februar 1871 in Breslau) und der Pauline Beer (* 31. März 1807 in Herrnstadt; † 14. September 1879 in Breslau). Er vermählte sich am 26. März 1874 in Tübingen mit Sophie Friederike Haug (* 4. September 1843 in Tübingen; † 24. Juni 1937 in Tübingen). Sie war die sechste Tochter und das siebte Kind des Tübinger Historikers Carl Friedrich Haug und der Theophanie Conradi. Bülow ist verschwägert mit Carl Friedrich Haug junior, Karl von Riecke und Wilhelm Roser. Der Schwager Karl von Riecke schrieb, basierend auf den lebenslangen genealogischen Forschungen seines Schwiegervaters Carl Friedrich Haug, unter anderem eine Abhandlung zur Württembergischen Familien- und Landesgeschichte.
Nachkommen
Aus der Ehe Bülows mit Sophie Haug gingen vier Kinder hervor:
- Paul Friedrich Oskar Bülow, Amtsgerichtsrat in Riedlingen ⚭ mit Luise Julie Schaeffer, Tochter des Apothekers Carl Schaeffer aus Tettnang;
- Pauline Emilie Elfriede Bülow ⚭ mit Rudolf Haus, Stabsarzt im Ersten Weltkrieg, niedergelassener HNO-Arzt und Theaterarzt an der Alten Oper Frankfurt am Main;
- Theophanie Marie Luise Bülow ⚭ mit dem Rechtswissenschaftler August Schoetensack[4] und
- Carl Friedrich Bülow, Kaufmann, Holzhändler in Bosnien-Herzegowina und Fabrikant in Frankfurt am Main, Friedrich Bülow blieb unverheiratet.[2]

Zu Bülows weiteren Nachkommen zählt der Klangkünstler und Komponist David Moufang.

## Leben und Wirken
Bülow besuchte ab 1846 das Breslauer Maria-Magdalenen-Gymnasium, das er 1855 mit dem Abitur verließ. Er studierte anschließend in Berlin Rechtswissenschaften an der Friedrich-Wilhelms-Universität, in Heidelberg an der Ruperto Carola und an der Universität Breslau. Bülow promovierte 1859 unter der Anleitung seines Doktorvaters Philipp Eduard Huschke in Breslau mit der Arbeit de praejudicialibus formulis zum Doctor iuris utriusque. Bernhard Windscheid rezensierte Bülows Inauguraldissertation de praejudicialibus formulis. Seinen Wehrdienst in der preußischen Armee leistete Bülow von Herbst 1860 bis Herbst 1861 als Einjährig-Freiwilliger in Breslau ab.

### Habilitation
Im Herbst 1863 habilitierte sich Bülow in Heidelberg mit der Schrift de praejudicialibus exceptionibus für Römisches Recht und Prozessrecht. Von 1863 bis 1865 lehrte er an der Ruperto Carola als Privatdozent. Zitat Max von Rümelin: „Jener Privatdozentenzeit gedachte er später als einer äußerst anregenden und schaffensfreudigen. Nicht allein der Verkehr mit den juristischen Kollegen Vangerow, Mittermaier, Bluntschli und dem gleichzeitig habilitierten A. Thon wirkte auf ihn ein. Er erfreute sich auch der Berührung mit Männern wie Helmholtz, Bunsen, Häusser, Gervinus.“

### Lehrstuhl an der Justus-Liebig-Universität Gießen
1865 folgte Bülow einem Ruf als etatsmäßiger Extraordinarius, außerordentlicher Professor, an die Justus-Liebig-Universität Gießen; am 9. November 1867 übernahm er dort den Lehrstuhl für Römisches Recht und Zivilprozessrecht, den er bis 1872 innehatte. In Gießen begann eine lebenslange Freundschaft Bülows mit dem daselbst von 1852–1868 lehrenden, 19 Jahre älteren Rudolf von Jhering. Ihm hat Bülow seine erste größere Monographie über Die Lehre von den Prozeßeinreden und die Prozeßvoraussetzungen. 1868. gewidmet. Bülows Hauptwerk seiner späteren Jahre, Das Geständnisrecht. Ein Beitrag zur allgemeinen Theorie der Rechtshandlungen. 1899., trägt im Vorwort die Widmung dieser wissenschaftlichen Arbeit dem verstorbenen Freund Rudolf von Jhering. Die Stiftung Preussischer Kulturbesitz Berlin. Handschriftenabteilung: Sammlung Darmstädter. ist im Besitz von Briefen Rudolph von Jherings an Bülow.

### Deutsch-Französischer Krieg 1870/71
Bülow meldete sich freiwillig im Kriegsjahr 1870 bei der preußischen Militärbehörde. Er erhielt als Landwehroffizier das Kommando über die Insel Pellworm im Deutsch-Französischen Krieg 1870/71.

### Lehrstuhl an der Eberhard Karls Universität Tübingen
Im Jahr 1872 folgte Bülow einem Ruf an die Eberhard Karls Universität Tübingen auf den vakanten Lehrstuhl für Römisches Recht, als Nachfolger von Alois von Brinz. Bülow bekleidete diesen Lehrstuhl für 13 Jahre bis 1885. Zitat Max von Rümelin: „Der große Dozentenerfolg, den er in dem aufblühenden Tübingen errang, die Anerkennung, die durch mehrfache Rufe (nach Göttingen 1877, nach Breslau 1884) seiner Wirksamkeit gezollt wurde, der geistig angeregte Freundeskreis, in den er eintrat, das immer näher sich gestaltende Verhältnis mit dem unmittelbaren Fachkollegen Degenkolb, alles das trug dazu bei, die Lebensfreude und Schaffenskraft in ihm zu steigern.“ 1884 wurde Bülow zum Rektor der Eberhard Karls Universität gewählt.
1885 veröffentlichte Bülow Gesetz und Richteramt. Enthalten darin ist der Satz: „Denn nicht das Gesetz, sondern Gesetz und Richteramt schafft dem Volke sein Recht!“. Mit dieser häufig rezensierten Aussage markierte er den Beginn der Diskussionskultur über das Richterrecht.

### Lehrstuhl an der Alma Mater Lipsiensis
Im Jahr 1885 nahm Bülow einen Ruf an die Universität Leipzig an. Dort sprach Bülow in seiner Rektoratsrede aus, was Richter immer schon praktizierten: „Innerhalb der Schranken des Gesetzes eröffnet sich dem Richter ein weiter Spielraum selbständiger Rechtsbestimmung.“ Bülow sah im Richterspruch eine Rechtsquelle und im Richter einen Akteur, der Staatsgewalt ausübt. Bülow gehörte zu den wichtigsten Vertretern des Richterrechts seiner Zeit. Obwohl wegen eines Herzleidens schon im Alter von 55 Jahren 1892 emeritiert, wurden Bülow noch 15 Jahre erfolgreichen wissenschaftlichen Schaffens zuteil.

## Das Leben in Heidelberg

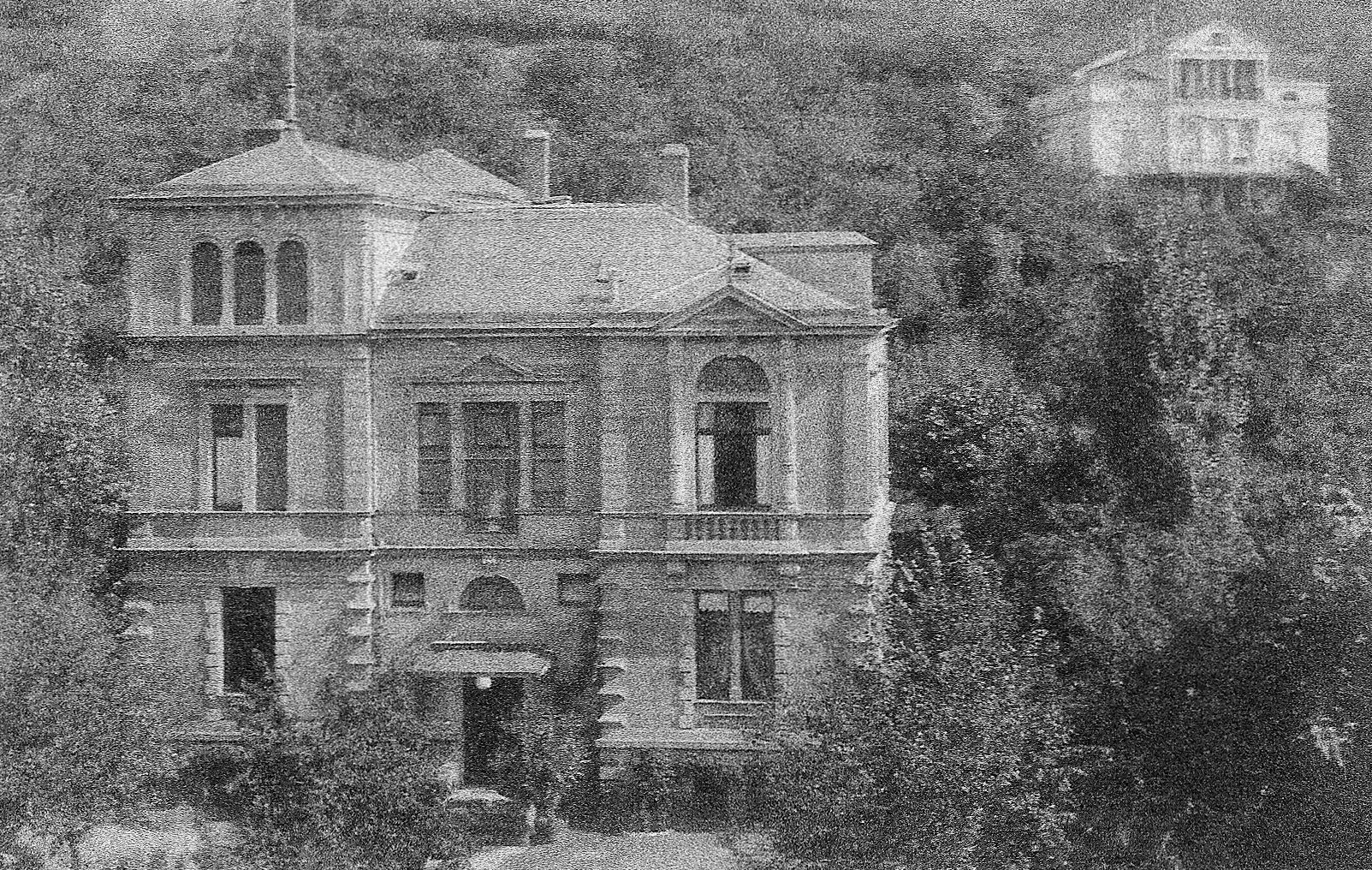
Oskar von Bülows Alterssitz in Heidelberg Gaisbergstraße 81, erbaut 1894 nach einem Entwurf des Architekten Jakob Henkenhaf, als Villa im Stil der Norditalienischen Renaissance, Aufnahme um 1907

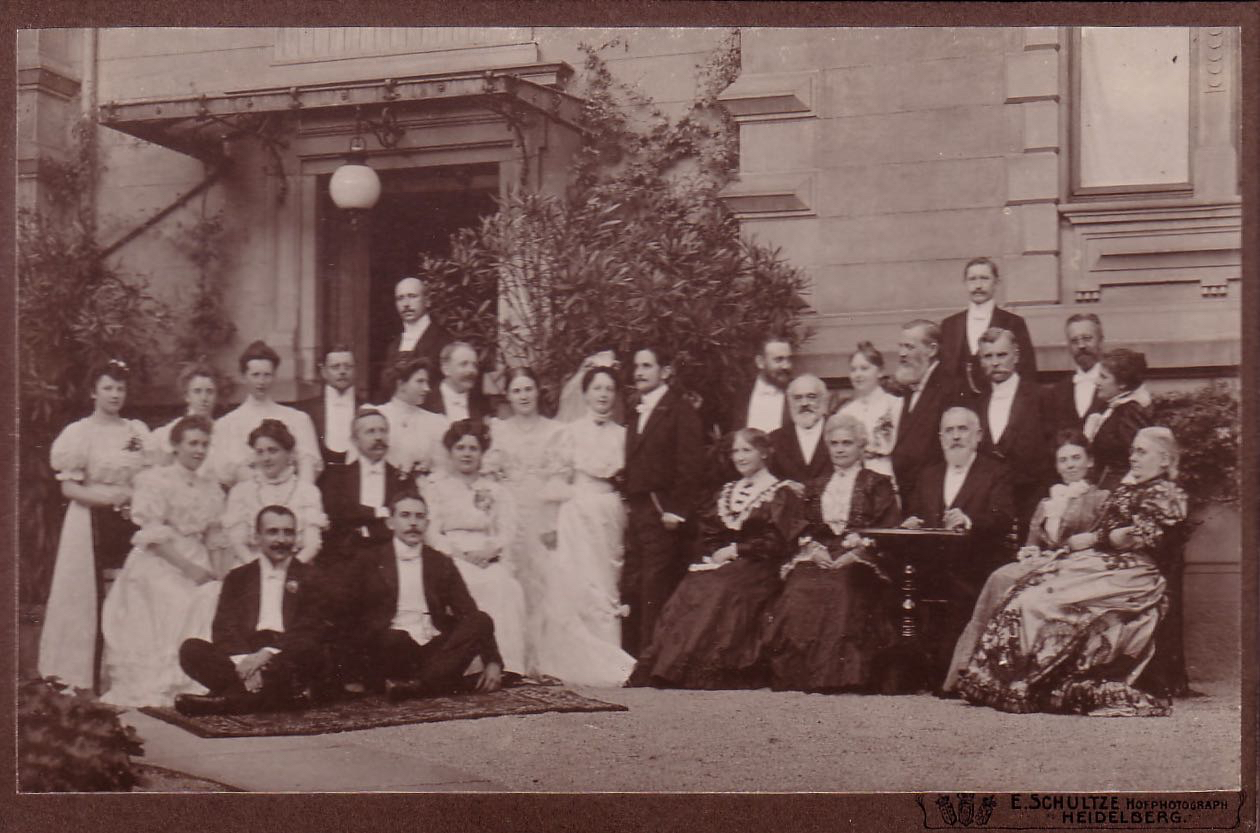
Die Familien Otto Schoetensack und Oskar von Bülow auf dem Hochzeitsfoto von August Schoetensack mit Luise Bülow vor der Villa Bülow. Die Trauung fand nach evangelisch-lutherischem Ritus in der Kapelle des Heidelberger Schlosses am 5. August 1906 statt

Bülow kehrte im Herbst 1892 nach Heidelberg zurück, dem Geist der Stätte, deren Alma Mater Ruperto Carola ihm die Venia Legendi verliehen hatte. Zitat Max von Rümelin: „An der er seine akademische Wirksamkeit begonnen hatte und mit der ihn liebe Erinnerungen aus der Jugendzeit verbanden.“ Hier ließ sich Bülow als Altersruhesitz im Jahre 1893 von dem Architekten Jakob Henkenhaf eine zweigeschossige Villa in der Gaisbergstraße 81 erbauen, deren Stil geprägt ist, Zitat Landesamt für Denkmalpflege Baden-Württemberg: „von einer historisierenden Gestaltung, die sich an Vorbildern aus der Landhausarchitektur der norditalienischen Renaissance und des Manierismus orientiert “.
In Heidelberg entstanden nach Bülows Emeritierung neben weiteren Arbeiten die Werke und Schriften: Absolute Rechtskraft des Urtheils, Das Geständnisrecht, Briefe eines Unbekannten über die Rechtswissenschaft, Heitere und ernste Betrachtungen über die Rechtswissenschaft, Das Ende des Aktenversendungsrechts. Eine Gerichtsverfassungsfrage und die Abhandlung: Klage und Urteil. Eine Grundfrage des Verhältnisses zwischen Privatrecht und Prozeß.
Zitat Max von Rümelin: „Dort erlebte er, da die Gesundheit bei der nunmehr ermöglichten Schonung der Kräfte sich wieder erheblich besserte, noch einmal eine Periode reichen Schaffens. Die literarische Tätigkeit, die er in dieser letzten Zeit entwickelte, überragt an Umfang seine gesamte frühere Produktion und daß die Arbeitskraft bis zum Schlusse nicht versiegte, erhellt daraus, daß er noch ein nahezu fertiggestelltes Werk über Rechtsentstehung hinterließ, von dem zu hoffen steht, daß es der Wissenschaft nicht vorenthalten bleiben wird. Allerdings mußten sich im Laufe der Jahre die Beschwerden seines Herzleidens immer mehr geltend machen, allein sie hinderten ihn nicht, im Kreise der Seinen noch frohe und glückliche Tage zu genießen. Das Ende, das ihm beschieden, war ein friedliches. Man fand ihn, nachdem er den Abend mit den Seinen musizierend zugebracht hatte, des Morgens im Arbeitsstuhl, die Zeitung noch in der Hand, ruhig eingeschlafen.“

## Nach Bülows Tod

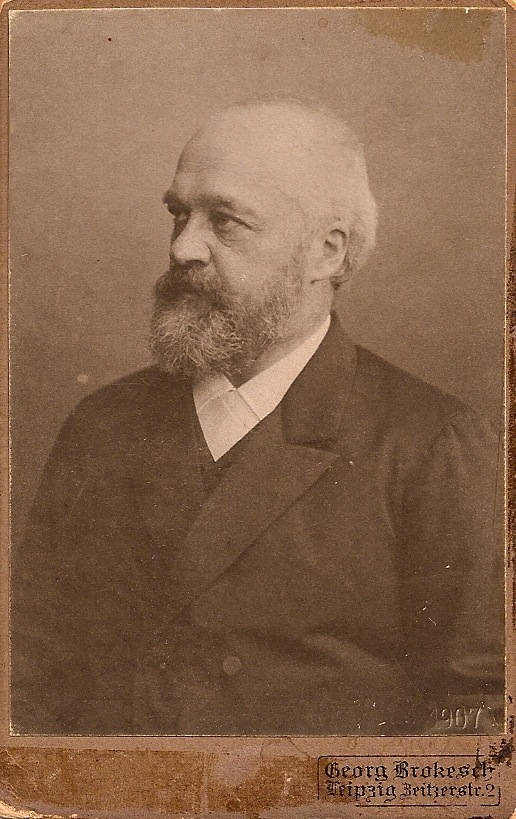
Oskar von Bülow auf einer Fotografie von Georg Brokesch aufgenommen im Atelier Leipzig, 1907 in Bülows Todesjahr

Nach Bülows Tod am 19. November 1907 verkaufte seine Witwe Sophie geb. Haug das Anwesen in der Gaisbergstraße 81 und kehrte in ihre Vaterstadt Tübingen zurück. Heute beherbergt die Villa Bülow eine Kindertagesstätte der Stadt Heidelberg.
Sophie Bülow überlebte ihren Gatten um nahezu 30 Jahre. Als fast 94-Jährige entschlief sie sanft am 24. Juni 1937 in ihrem Zuhause in Tübingen, in der Uhlandstraße 10. Am 26. Juni 1937 um 3 Uhr nachmittags fand auf dem Stadtfriedhof Tübingen im Kreise ihrer Familie, ihrer beiden Gesellschafterinnen und enger Freunde die Beisetzung statt. Sophie Bülow geborene Haug fand ihre letzte Ruhe im Familiengrab ihrer Eltern Carl Friedrich Haug und Theophanie Haug geborene Conradi, neben weiteren Familienmitgliedern auf dem Tübinger Stadtfriedhof im Gräberfeld F (Reihe 13 Grab 21). Die inzwischen aufgelassene Grabstätte existierte noch im Jahr 1985.

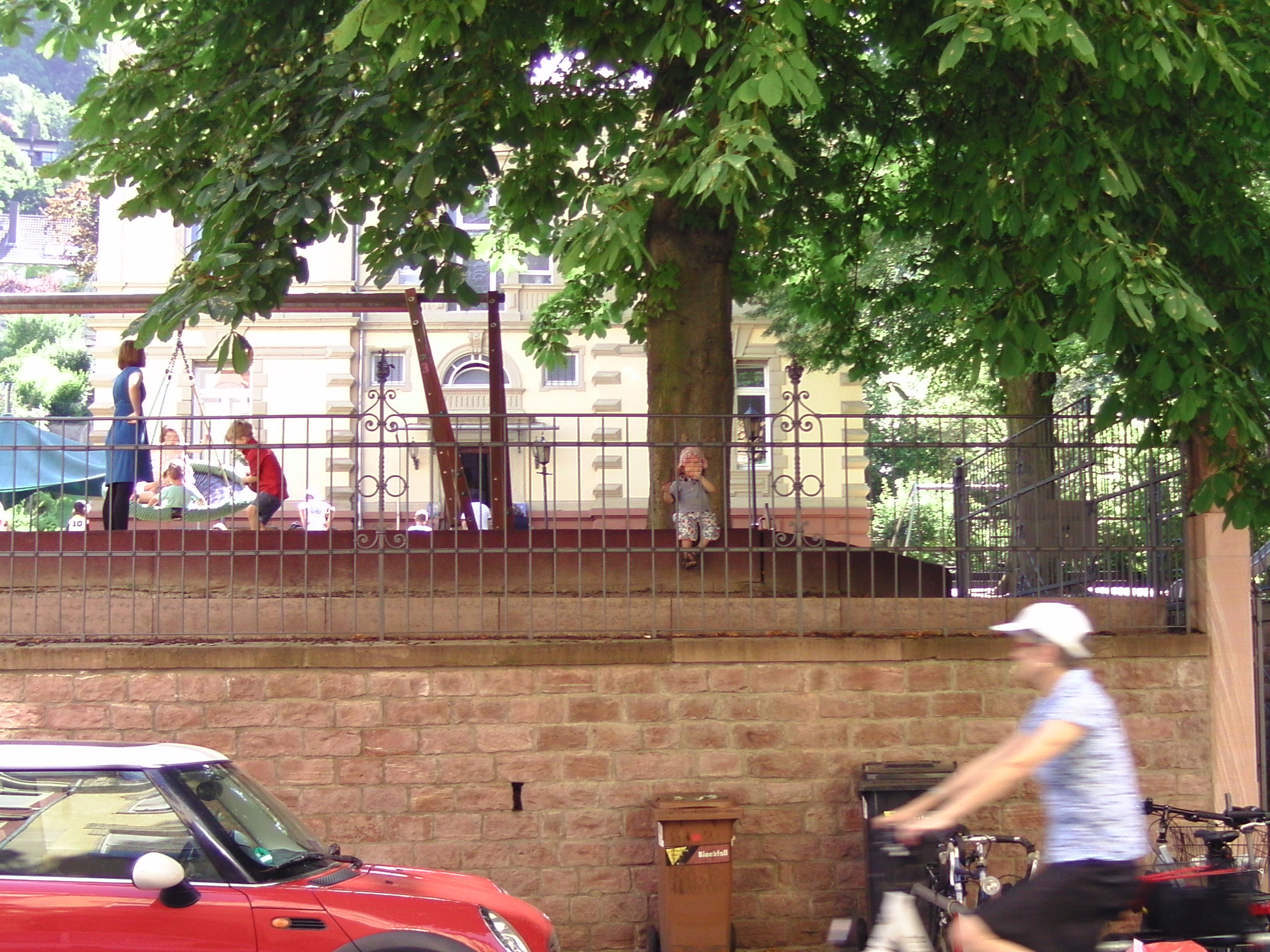
Gaisbergstraße 81 in Heidelberg
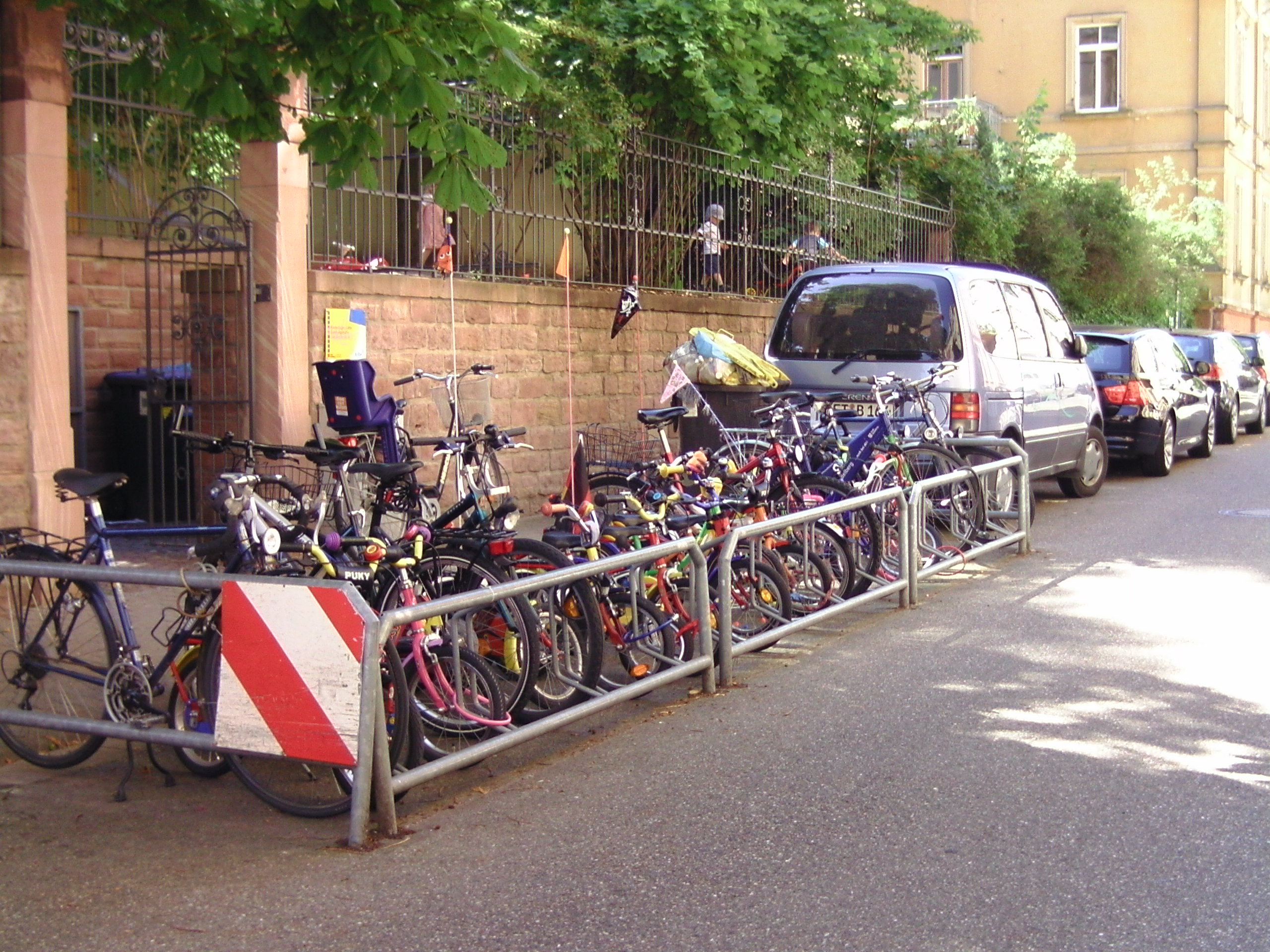
Eingang zur Kindertagesstätte
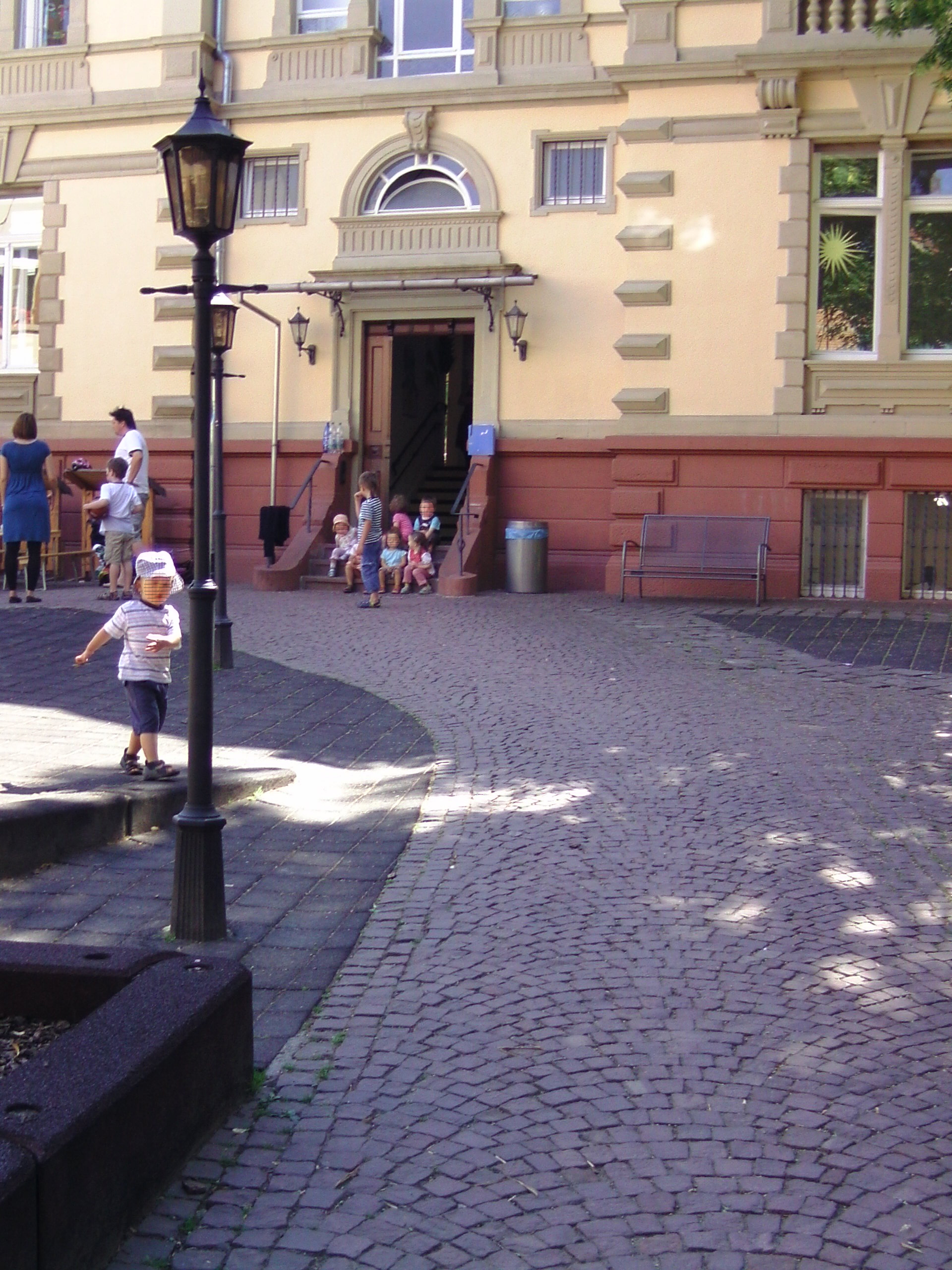
Aufgang zur Villa Bülow
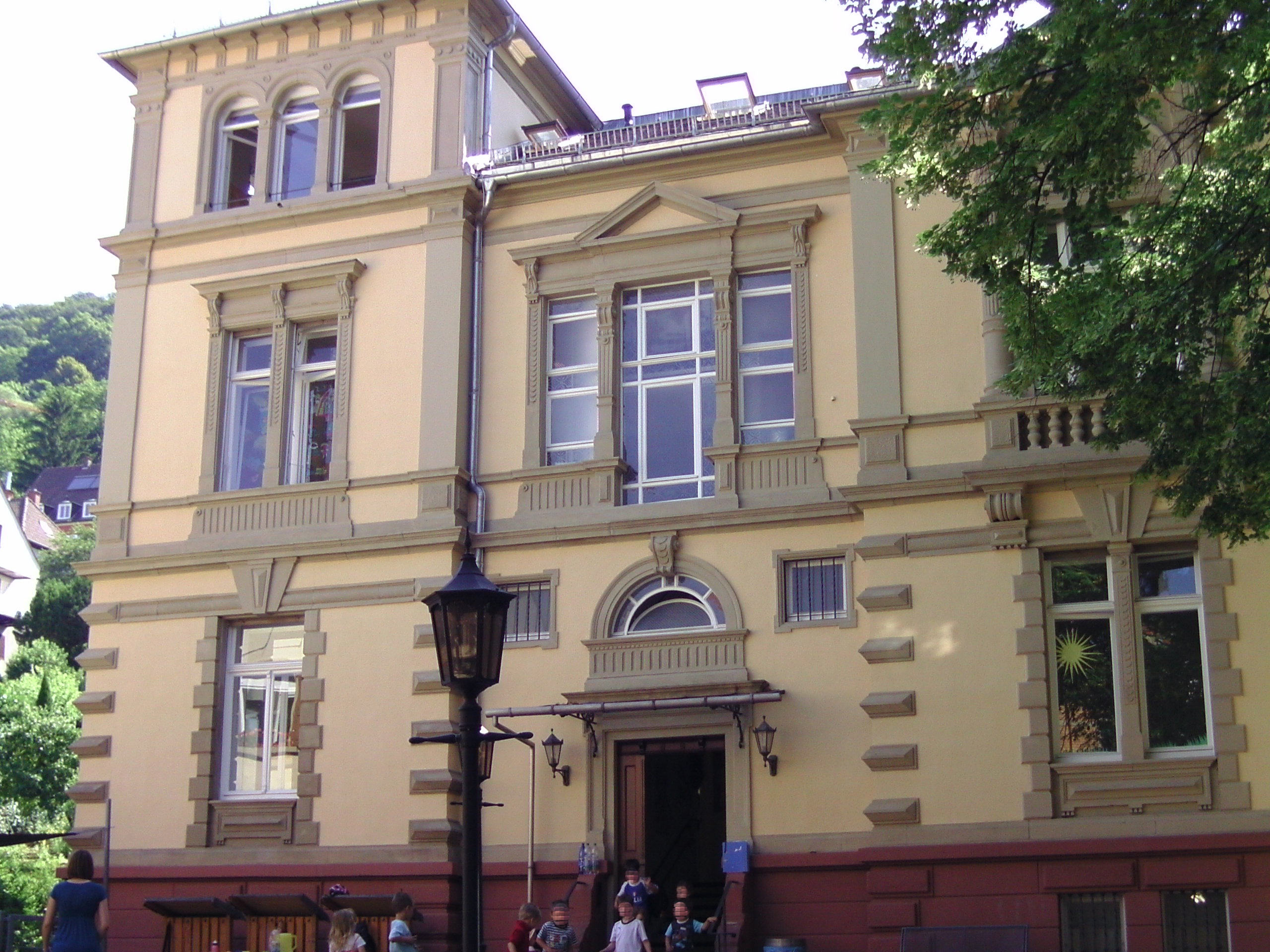
Ansicht der Villa Bülow Kindertagesstätte

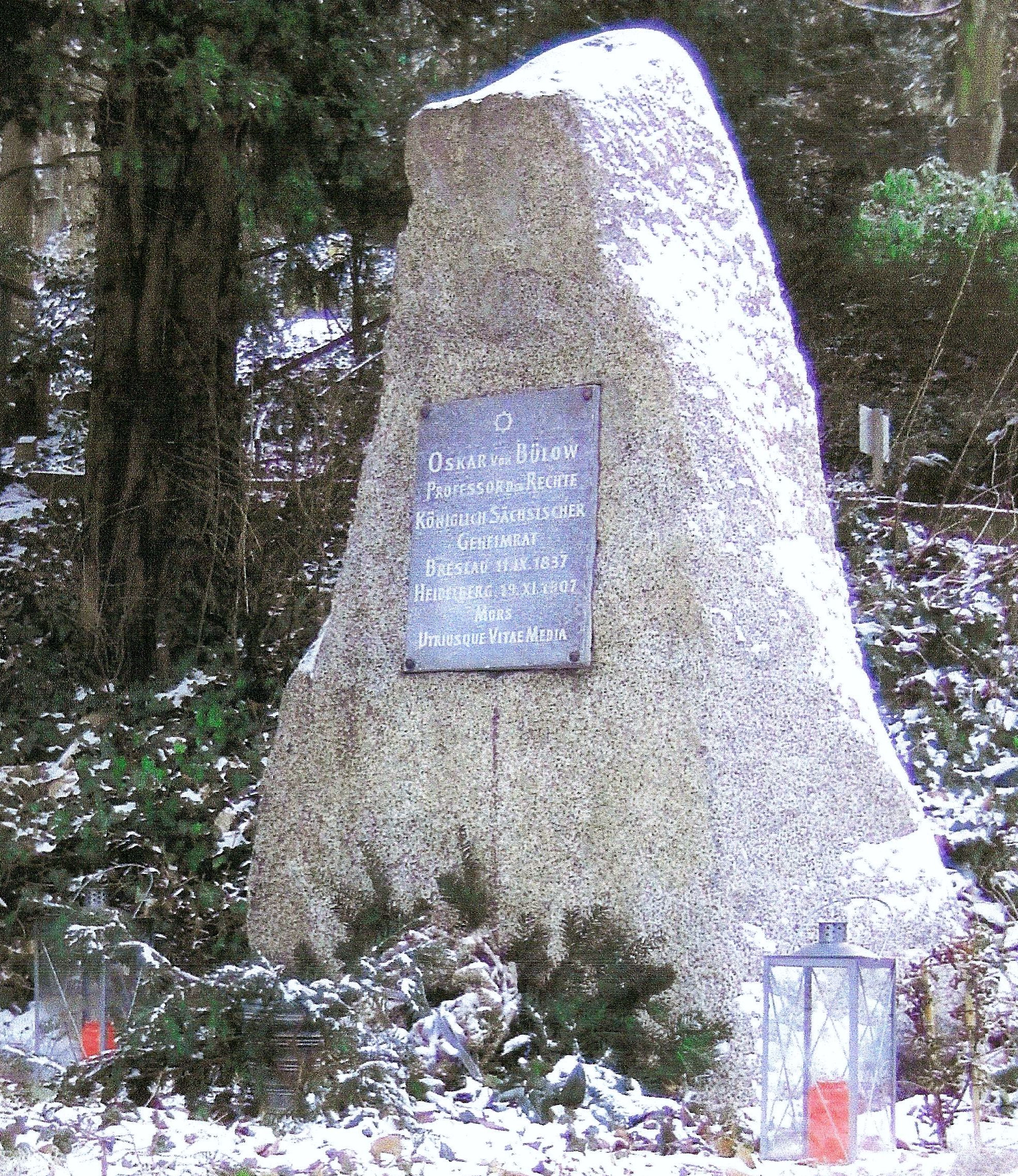
Grabanlage Oskar von Bülow auf dem Heidelberger Bergfriedhof in der Abteilung Z 306/307

Bülows letzte Ruhestätte befindet sich auf dem Bergfriedhof (Heidelberg) im Gräberfeld Z, Reihe 1, (Lit. Z 306/307). Als Grabmal wählte die Familie einen 2 Meter hohen Menhir aus Granit. Auf einer schlichten Tafel sind die Lebensdaten von Bülows eingeschlagen. In dieser Grabanlage ruht auch seine Enkeltochter  Irmgard Helene Pauline Haus (31. März 1907 – 18. Mai 1986), eine Tochter von Elfriede Haus geborene Bülow und Rudolf Haus.

## Ehrungen

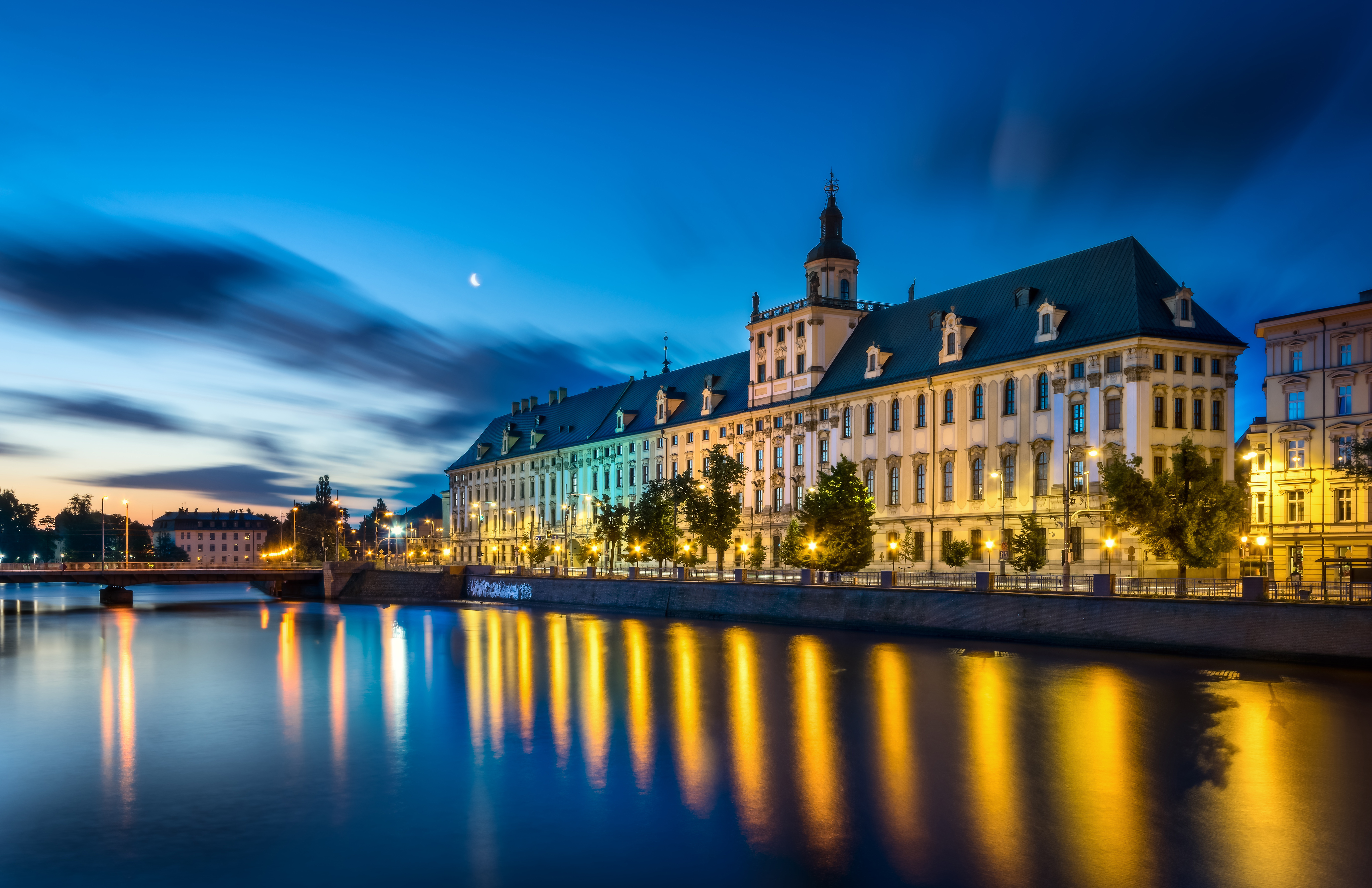
Die Alte Universität Breslau bei Nacht. Von 1811 – 1945 trug sie den Namen „Schlesische Friedrich-Wilhelms-Universität zu Breslau“, heute trägt sie den Namen Uniwersytet Wrocławski

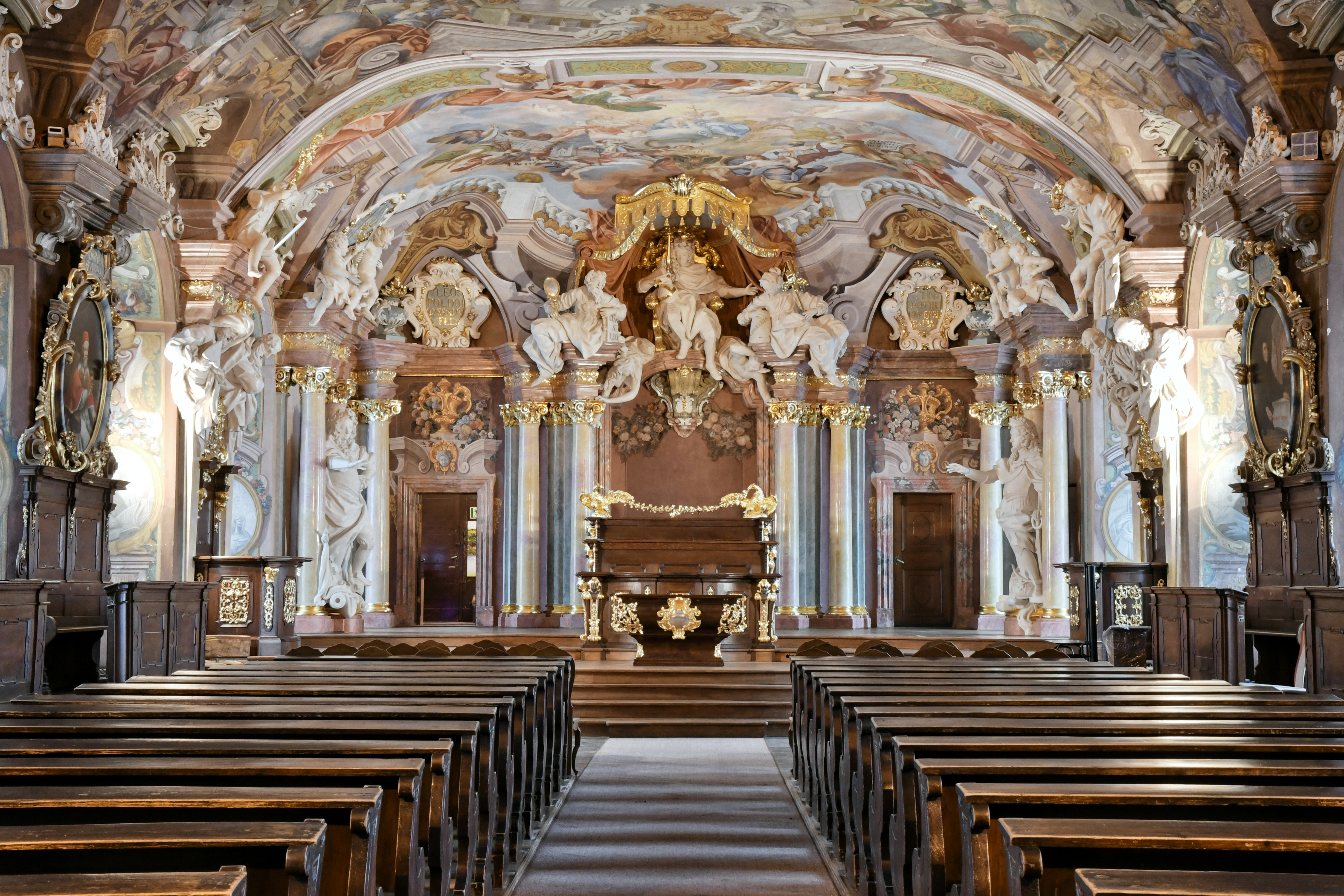
Die im Hochbarock ausgestaltete „Leopoldina“ der Universität Breslau, nach Entwürfen des Architekten und Bildhauers Christoph Tausch

- Am 7. August 1877 wurde Bülow von König Karl I. von Württemberg durch Verleihung des Ritterkreuzes 1. Klasse des Ordens der Württembergischen Krone in den persönlichen Adelstand erhoben.[17]
- König Albert von Sachsen ehrte Bülow mit der Ernennung zum Königlich-Sächsischen Wirklichen Geheimen Rat.

## Werke und Schriften (Auswahl)
- Klage und Urteil. Eine Grundfrage des Verhältnisses zwischen Privatrecht und Prozeß. Berlin 1903.
- Das Geständnisrecht. Ein Beitrag zur allgemeinen Theorie der Rechtshandlungen. 1899. Neuauflage 2007, ISBN 978-3-8364-3520-8.
- Briefe eines Unbekannten über die Rechtswissenschaft. Zusatztitel: Eine Gabe zur ersten Geburtstagsfeier des neuen deutschen bürgerlichen Rechts. Leipzig. Breitkopf und Härtel. 1891. V, 140 S.
- Heitere und ernste Betrachtungen über die Rechtswissenschaft. Zusatztitel: Beiträge zur Theorie des Gesetzes- und Gewohnheitsrechts. 2. Ausg. der "Briefe eines Unbekannten über die Rechtswissenschaft". Leipzig. Breitkopf und Härtel. 1891. V, 140 S.
- Heitere und ernste Betrachtungen über die Rechtswissenschaft. Zusatztitel: Beiträge zur Theorie des Gesetzes- und Gewohnheitsrechts. 2. Ausg. der "Briefe eines Unbekannten über die Rechtswissenschaft". Leipzig. Breitkopf und Härtel. 1891. V, 140 S., digitalisiert in Cooperation American Libraries
- Absolute Rechtskraft des Urtheils, Archiv für die civilistische Praxis 83 (1894), 1.
- Gesetz und Richteramt. 1885. Neuauflage 2003, ISBN 3-8305-0548-5.
- Das Ende des Aktenversendungsrechts.  Freiburg i.B. 1881 Akademische Verlagsbuchhandlung von J. C. B. Mohr. (Paul Siebeck). Online-Ausgabe. Frankfurt am Main. Max-Planck-Institut für europäische Rechtsgeschichte. 2002
- Civilprozessualische Fiktionen und Wahrheiten. 1879. Archiv für die civ. Praxis. Bd. 62. 96 S.
- Gemeines deutsches Zivilprozeßrecht. Wintersemester 1868/69. Vorlesungsnachschrift von L. Fechler (hrsg. von Johann Braun). Tübingen  2003, ISBN 3-16-148193-3.
- Die Lehre von den Prozesseinreden und die Prozeßvoraussetzungen. Gießen. 1868. VI, 320 S. Neuauflage 2007, ISBN 978-3-8364-3521-5.
- Vertrauliche Briefe eines Unbekannten über die heutige Jurisprudenz. 8. Jahrgang der deutschen Gerichtszeitung Nr. 10 (Berlin 7. März 1866). Dritte (civilprozesssuale) Serie. Erster Brief. (Diese Briefe wurden von Jhering und Bülow verfasst. Die Jheringschen wurden später in Scherz und Ernst in der Jurisprudenz herausgegeben. Der zitierte Brief ist von Bülow.) 1864.
- De praejudicialibus exceptionibus. Habilitationsschrift. Heidelberg. 1863.  V, 59 S. Bangel und Schmitt.
- De praejudicialibus formulis. Dissertatio inauguralis.  Vratislaviae. 1859. 46 S. Grassius.
- Legge e giurisdizione. Oskar von Bülow - Philipp Zorn, a cura di Fluvio Cortese e Andrea Sandri. Herrenhaus Edicioni Seregno Lombardia